# Bongo Bong and Je ne t'aime plus
"Bongo Bong" / "Je Ne T'Aime Plus" é uma canção escrita e interpretada originalmente por Manu Chao, gravada pelo cantor Robbie Williams.
É o quarto single do sétimo álbum de estúdio lançado a 23 de Outubro de 2006, Rudebox.

## Paradas
| Parada (2007)               | Posições |
| --------------------------- | -------- |
| Suíça - Schweizer Hitparade | 77       |